# اعظم ناصری‌پور
اعظم ناصری پور زاده ۱۳۴۶ اسلام‌آباد غرب نمایندهٔ حوزهٔ انتخابیهٔ اسلام ابادغرب در دورهٔ ششم مجلس شورای اسلامی شهرستان اسلام‌آباد غرب بوده‌است.